# قصر الجنينة
قصر الجنينة ويُطلق عليه أيضًا «دار السلطان القديمة» كان المقر الرسمي السابق لسلطان الجزائر، شغله سلاطين الجزائر من سليم التومي شيخ الثعالبة،  مرورا بعروج بربروس إلى غاية فترة قصيرة قبيل سقوط العاصمة الجزائرية في يد الاستعمار الفرنسي.

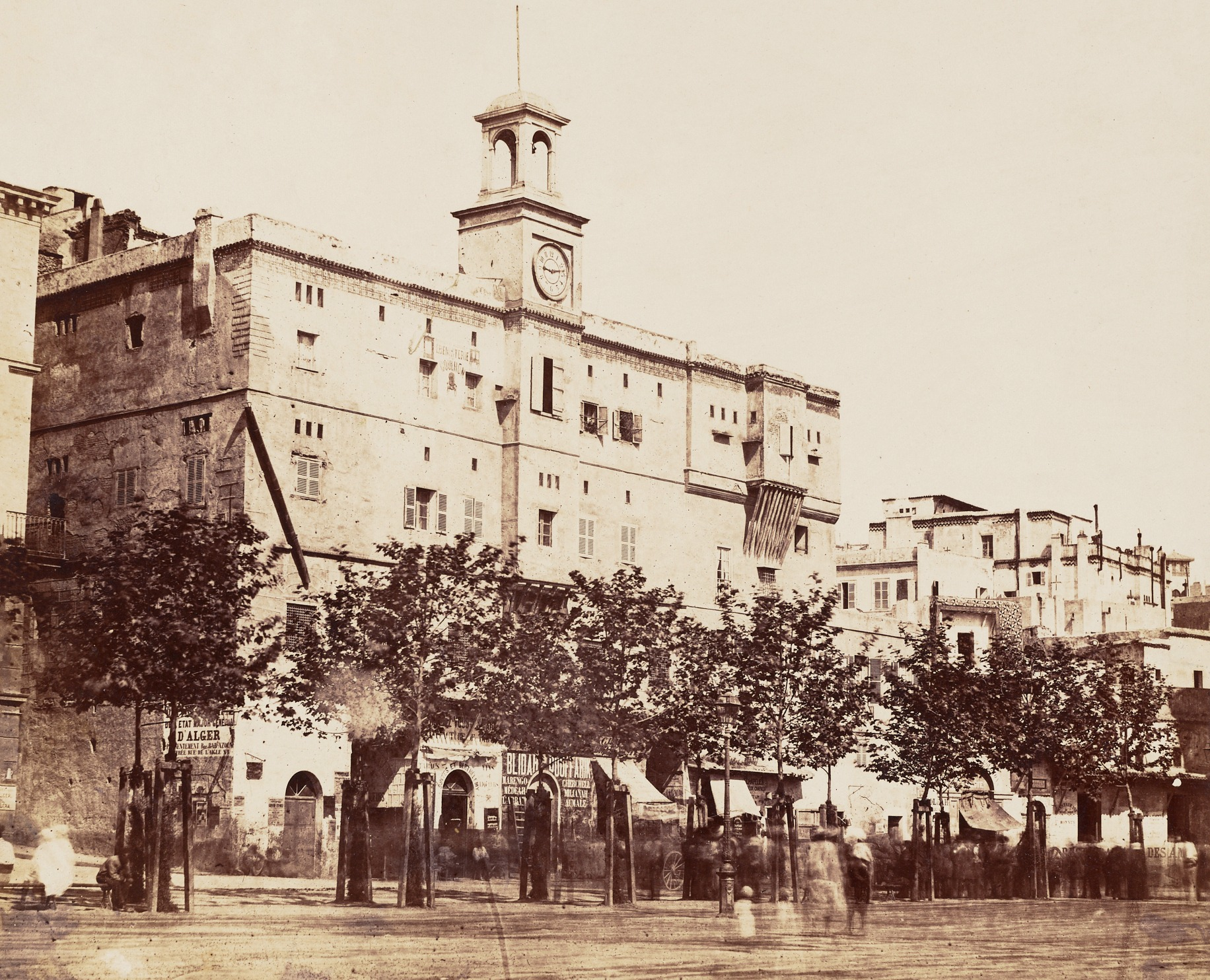
قصر الجنينة في مدينة الجزائر عام 1856

 أقام في هذا القصر حكام الجزائر عبر مختلف الفترات، من فترة بايلربايات الجزائر من سنة 1519 إلى غاية سنة 1585، ثم الباشاوات من سنة 1585 إلى غاية سنة 1659، ثم الآغاوات من سنة 1659 إلى غاية سنة 1671 ثم فترة الدايات من سنة 1671 إلى غاية سنة 1817، لينتقبل بعدها الحكم إلى قصر آخر في قلعة القصبة حتى عام 1830.
دمر الاحتلال الفرنسي القصر سنة 1857، أصبح بعدها المكان جزءا من ساحة للإستعراض العسكري للقوات العسكرية الفرنسية، ثم أصبح بعدها يحمل اسم «ساحة الحكومة». وعند استقلال الجزائر سنة 1962، سميت الساحة باسم ساحة الشهداء.
آخر ما تبقى من هذا المجمع الحكومي الكبير هو قصر دار عزيزة، وهو جناح فخم به فناء يعود تاريخه إلى القرن السادس عشر.